# Голышев, Александр Анатольевич
Александр Анатольевич Голышев (род. 1951, Владимир, РСФСР, СССР) — советский и российский художник, член-корреспондент РАХ (2023).

## Биография
Родился в 1951 году во Владимире.
В 1980 году — окончил художественно-графический факультет Московского государственного педагогического института.
В 1989 году — окончил факультет живописи Московского государственного художественного института имени В. И. Сурикова, мастерская академика Т. Т. Салахова, в 2001 году — окончил творческую аспирантуру при институте по кафедре рисунка, руководитель — профессор Б. Н. Кокчев.
В 2023 году — избран членом-корреспондентом Российской академии художеств от Отделения живописи.
С 1976 года — участник молодёжных, областных, зональных, региональных, всероссийских и зарубежных выставок.
Работает в жанре: портрет, пейзаж, натюрморт, жанровая картина.